# Gentlemen Are Born
Pour plus de détails, voir Fiche technique et Distribution.
Gentlemen Are Born est un film américain réalisé par Alfred E. Green et sorti en 1934.

## Synopsis
Quatre amis ont l'intention de conquérir le monde après leurs études, mais ont du mal à trouver du travail à cause de la Grande Dépression.

## Fiche technique
- Réalisation : Alfred E. Green
- Scénario : Edward Chodorov, Robert Lee Johnson, Eugene Solow
- Production : First National Pictures
- Lieu de tournage :  Warner Brothers Burbank Studios
- Image : James Van Trees
- Montage : Herbert I. Leeds
- Durée : 75 minutes
- Date de sortie : 17 novembre 1934

## Distribution
- Franchot Tone : Bob Bailey
- Jean Muir : Trudy Talbot
- Margaret Lindsay : Joan Harper
- Ann Dvorak : Susan Merrill
- Ross Alexander : Tom Martin
- Dick Foran : Smudge Casey
- Charles Starrett : Stephen Hornblow
- Russell Hicks : Editor
- Robert Light : Fred Harper
- Addison Richards : Martinson
- Henry O'Neill : Mr. Harper
- Arthur Aylesworth : Mr. Gillespie
- Marjorie Gateson : Mrs. Harper